# Jacques Peiffer
Pour les articles homonymes, voir Peiffer.
 (février 2022).
La mise en forme du texte ne suit pas les recommandations de Wikipédia : il faut le « wikifier ».
Les points d'amélioration suivants sont les cas les plus fréquents. Le détail des points à revoir est peut-être précisé sur la page de discussion.
- Les titres sont pré-formatés par le logiciel. Ils ne sont ni en capitales, ni en gras.
- Le texte ne doit pas être écrit en capitales (les noms de famille non plus), ni en gras, ni en italique, ni en « petit »…
- Le gras n'est utilisé que pour surligner le titre de l'article dans l'introduction, une seule fois.
- L'italique est rarement utilisé : mots en langue étrangère, titres d'œuvres, noms de bateaux, etc.
- Les citations ne sont pas en italique mais en corps de texte normal. Elles sont entourées par des guillemets français : « et ».
- Les listes à puces sont à éviter, des paragraphes rédigés étant largement préférés. Les tableaux sont à réserver à la présentation de données structurées (résultats, etc.).
- Les appels de note de bas de page (petits chiffres en exposant, introduits par l'outil «  Source ») sont à placer entre la fin de phrase et le point final[comme ça].
- Les liens internes (vers d'autres articles de Wikipédia) sont à choisir avec parcimonie. Créez des liens vers des articles approfondissant le sujet. Les termes génériques sans rapport avec le sujet sont à éviter, ainsi que les répétitions de liens vers un même terme.
- Les liens externes sont à placer uniquement dans une section « Liens externes », à la fin de l'article. Ces liens sont à choisir avec parcimonie suivant les règles définies. Si un lien sert de source à l'article, son insertion dans le texte est à faire par les notes de bas de page.
- La présentation des références doit suivre les conventions bibliographiques. Il est recommandé d'utiliser les modèles {{Ouvrage}}, {{Chapitre}}, {{Article}}, {{Lien web}} et/ou {{Bibliographie}}. Le mode d'édition visuel peut mettre en forme automatiquement les références.
- Insérer une infobox (cadre d'informations à droite) n'est pas obligatoire pour parachever la mise en page.

Pour une aide détaillée, merci de consulter Aide:Wikification.
Si vous pensez que ces points ont été résolus, vous pouvez retirer ce bandeau et améliorer la mise en forme d'un autre article.
Jacky Guy Peiffer, dit Jacques G. Peiffer, né le 3 février 1947 à Mont-Saint-Martin (Meurthe-et-Moselle) et mort le 9 mars 2025 à Réhon,, est un sculpteur et céramiste français.
Natif de l’agglomération de Longwy, centre faïencier historique toujours en activité. Sa formation[réf. nécessaire], entre sciences, architecture, ingénierie et philosophie de l’art, exprime une prospection de la transversalité des savoirs conduisant à l’évolution de l’art dans la société comme cela a été souligné par l’Académie de Stanislas : « La personnalité de M. Jacques G. Peiffer est marquée au sceau de l’originalité. Celui que nous honorons aujourd’hui est à la fois un technicien et un artiste. Par ailleurs, son parcours individuel recèle aussi bien des éléments de formation traditionnelle que des aspects franchement autodidactes. Son œuvre introduit un dialogue entre la pensée humaine et les diverses formes vivantes ou minérales présentes sur la planète, interrogeant le bienfondé entre la création et son épilogue, mutation inévitable liée à l’altération matérielle de la planète par les Humains et le Temps ».

## Biographie
De 1963 à 1966, il est élève au Lycée technique Jean-Paul Aubé de Longwy. Il effectue chaque année pendant les vacances scolaires un stage professionnel dans les ateliers de l’usine des Hauts-Fourneaux de la Chiers (1963, ajusteur-mécanicien ; 1964, tourneur ; 1965, fraiseur ; 1966, technicien dessinateur au bureau d’étude). En parallèle, il développe son intérêt pour les arts plastiques et expose au Centre d’art lorrain (1968) particulièrement des céramiques dont il maîtrise les rudiments depuis que son père lui a construit en 1957 un four à bois.
Initié à la céramique par sa grand-mère maternelle et un oncle, tous deux faïenciers, il bénéficie aussi de l’aide de son père thermicien-chimiste et de son instituteur. Il obtient de l’argile auprès de la Société anonyme des Produits Réfractaires de Longwy, usine voisine du domicile parental, puis se fournit en barbotine et émaux auprès de la Société anonyme des Faïenceries de Longwy, proche du domicile de ses grands-parents paternels. De 1956 à 1965, il y apprend les savoir-faire spécifiques à cette céramique, notamment le frittage des émaux avec le chimiste Delceux, successeur de Carpentier, ingénieur ancien élève de Sèvres,. Il présente ses productions dans les expositions, notamment des grandes coupes décoratives à sujets allégoriques ainsi que des panneaux muraux sur carreaux de faïence.

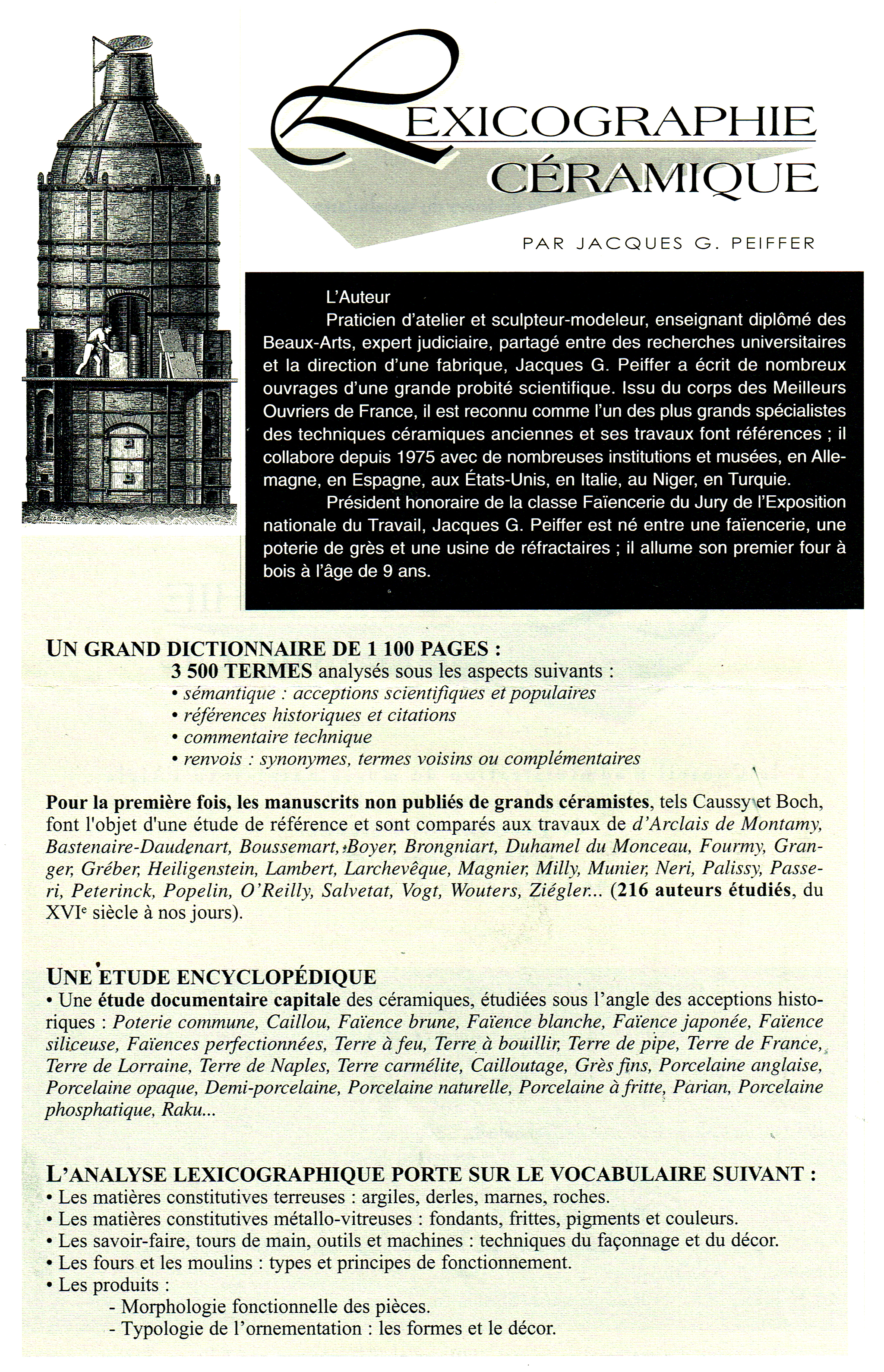
(Image 1) Lexicographie céramique, 2000

En 1966, il prépare le concours d’entrée aux Beaux-arts et s’inscrit à l’école de Metz. Il continue ses études pendant son service militaire et sort diplômé en 1969. Deux professeurs sont à la source de sa construction éthique : Gérald Collot (conservateur du Musée de Metz, peintre lithographe et historien de l’art) et Claude Goutin (Grand Prix de Rome 1956 de sculpture, auteur du La Fayette érigé dans le Jardin Boufflers à Metz), avec qui il entretient une longue amitié. Il se lie également avec les fils du céramiste d’art Joseph Mougin (1876-1961) : Bernard (sculpteur Grand Prix de Rome) et François (chef de travaux au Lycée céramique de Longchamp) dont il modèle les bustes et écrit la biographie familiale,.
En 1967, il épouse Danielle Noël, avec qui il aborde la céramique et la mosaïque. Il transfère son atelier de Longwy à Lexy. Conjointement il entreprend une carrière d’enseignant en arts plastiques, design et histoire de l’art (Éducation Nationale). Il entreprend à la Sorbonne une thèse doctorale Le savoir des faïenciers aux XVIIIe et XIXe siècles. Le rôle de l’écrit dans la transmission du savoir-faire, formation doctorale « Histoire et civilisation de l’Antiquité à nos jours », qu’il soutient le 1er octobre 2001 à l’Université de Nancy 2, sous la Présidence de Madame Simone Mazauric, avec comme rapporteurs du jury les docteurs d’État Jean Rosen et Maurice Picon, fondateur de l'archéométrie française et du laboratoire de céramologie de l’Université de Lyon 2, thèse validée par le Jury avec mention « Très honorable » et attestée le 17 octobre par la Secrétaire Générale de l’Université, Madame Odile Thibier. La thèse fait l’objet d’un accord de publication avec l’éditeur Faton, en attente de l’iconographie définitive. Il présente en 2001 sa « Lexicographie céramique » au Collège européen de Technologie.
Il intervient dans des institutions culturelles et colloques : Musée du Louvre « Clodion et la sculpture française » (ISBN 2-11-003019-4), Musée national de Sèvres, Musée de Sarreguemines, Musée de Sarrebourg, Musée de Moustiers-Sainte-Marie, Musée de la Perrine (Laval), Musée Royal du Cinquantenaire (Bruxelles), High Museum of Art d’Atlanta (États-Unis), Musée national du Niger (Niamey), Keramik Museum (Mettlach) ; ainsi que dans des organisations professionnelles : Master 2 Conservation Restauration du Patrimoine, École de Condé (Président de Jury), Printemps des Potiers, Formation des Huissiers Officiers Vendeurs, IUT de l’Université de Nancy. En 2006, il est nommé membre du Conseil des Métiers d’art par le Ministre de la Culture Renaud Donnedieu de Vabres, et élu à la présidence nationale de la commission Formation.
En 1972, la ville de Longwy lui confie le poste de conservateur du musée municipal dont il assure la fondation du département « Émaux de Longwy » , jusqu'en 1981.
Avec son épouse, il écrit la première monographie consacrée à l’histoire de la faïence à Longwy La Faïencerie de Longwy, Essai analytique, s.e, 1977, opuscule relatant les souvenirs du baron Fernand d’Huart, qui sera suivi de 28 autres ouvrages de références universitaires et de nombreux écrits dans des revues françaises et étrangères : Allemagne (Die Kunst des raku), Belgique (Collect), États-Unis (French ceramics, Masterpieces from Lorraine), Luxembourg (Revue Technique Luxembourgeoise, Association  des Ingénieurs, Architectes et Scientifiques, Catalogues du Musée National du Luxembourg), Suisse (Temperature, Swiss ceramics).
Il assure la fonction d’expert auprès des Douanes de Longwy, et de commissaires-priseurs.
En 2021, l'abbaye des Prémontrés à Pont-à-Mousson lui confie le commissariat et l’écriture du catalogue documentaire de la grande exposition retraçant l’histoire des faïenceries de Longwy : Les Émaux, l’Or Bleu de Longwy, (ISBN 978-2-901714-07-1). Préfacé par le Président de la Région Grand Est, l'ouvrage est qualifié de « remarquable travail d’historien de l’art ».

## Sculpteur, plasticien et céramiste: œuvres

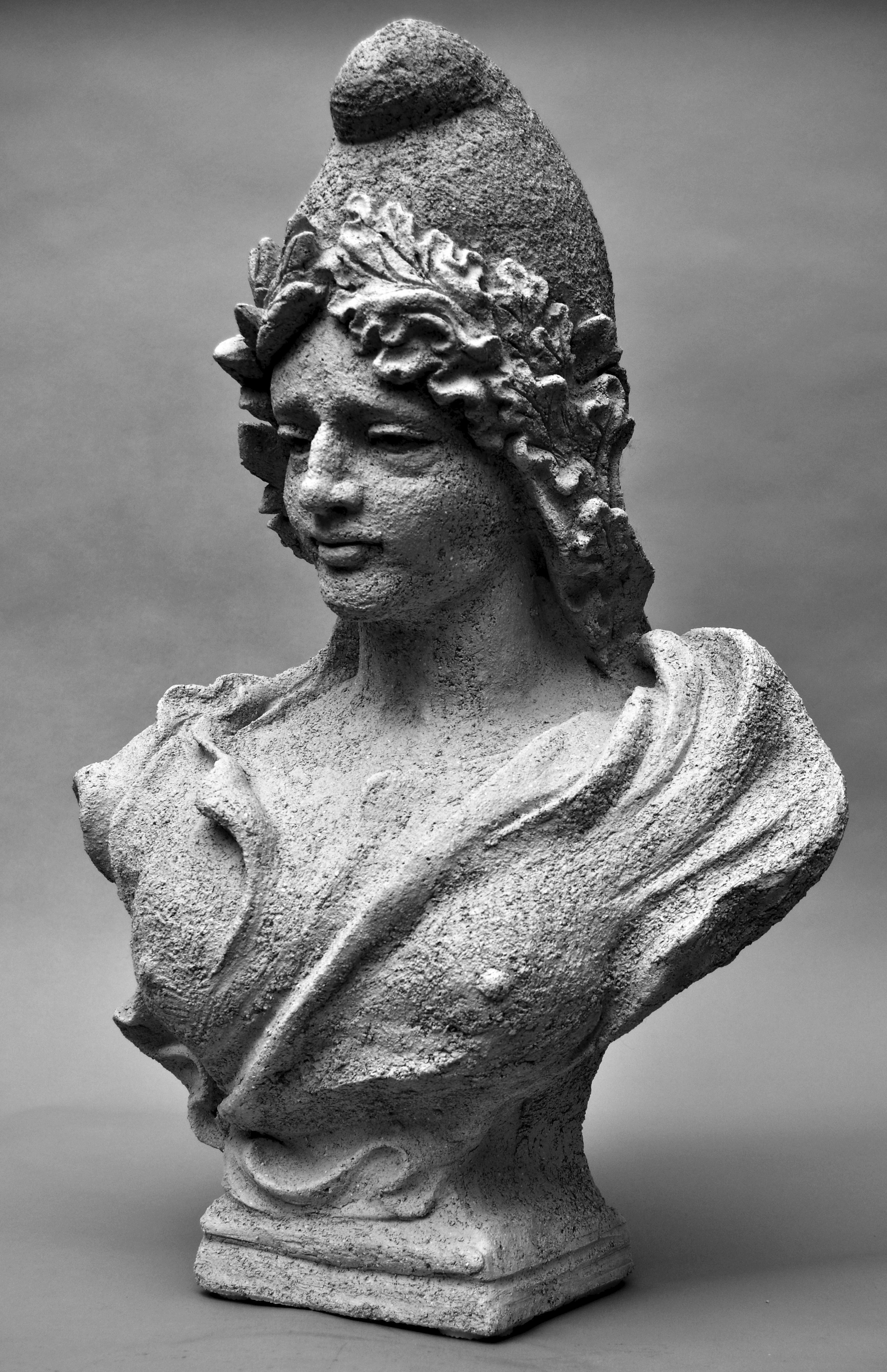
Buste en terre cuite : Marianne (Jacques Peiffer, 2018)

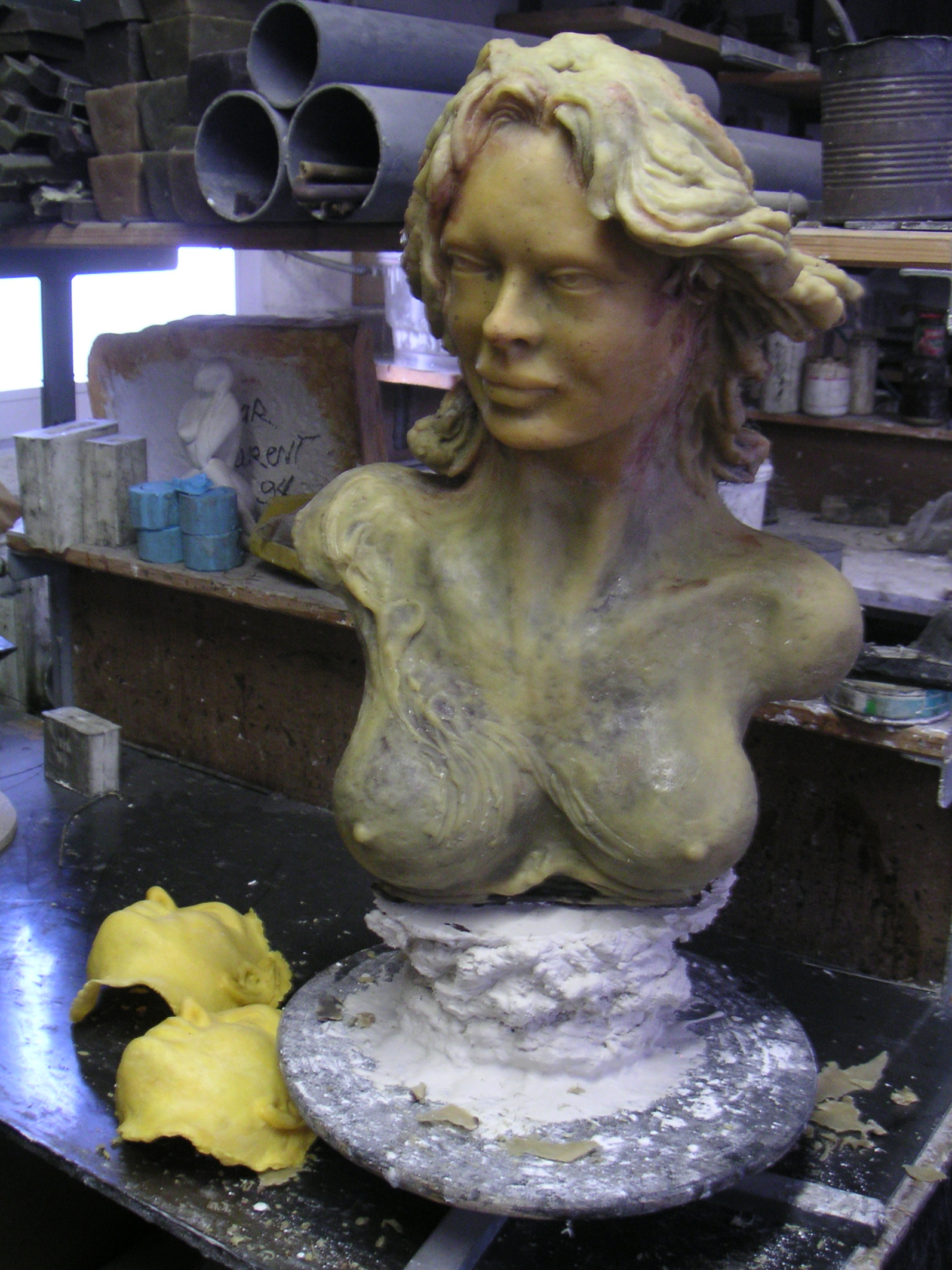
Buste avant coulage en bronze (cire perdue). Réalisé par Jacques Peiffer.

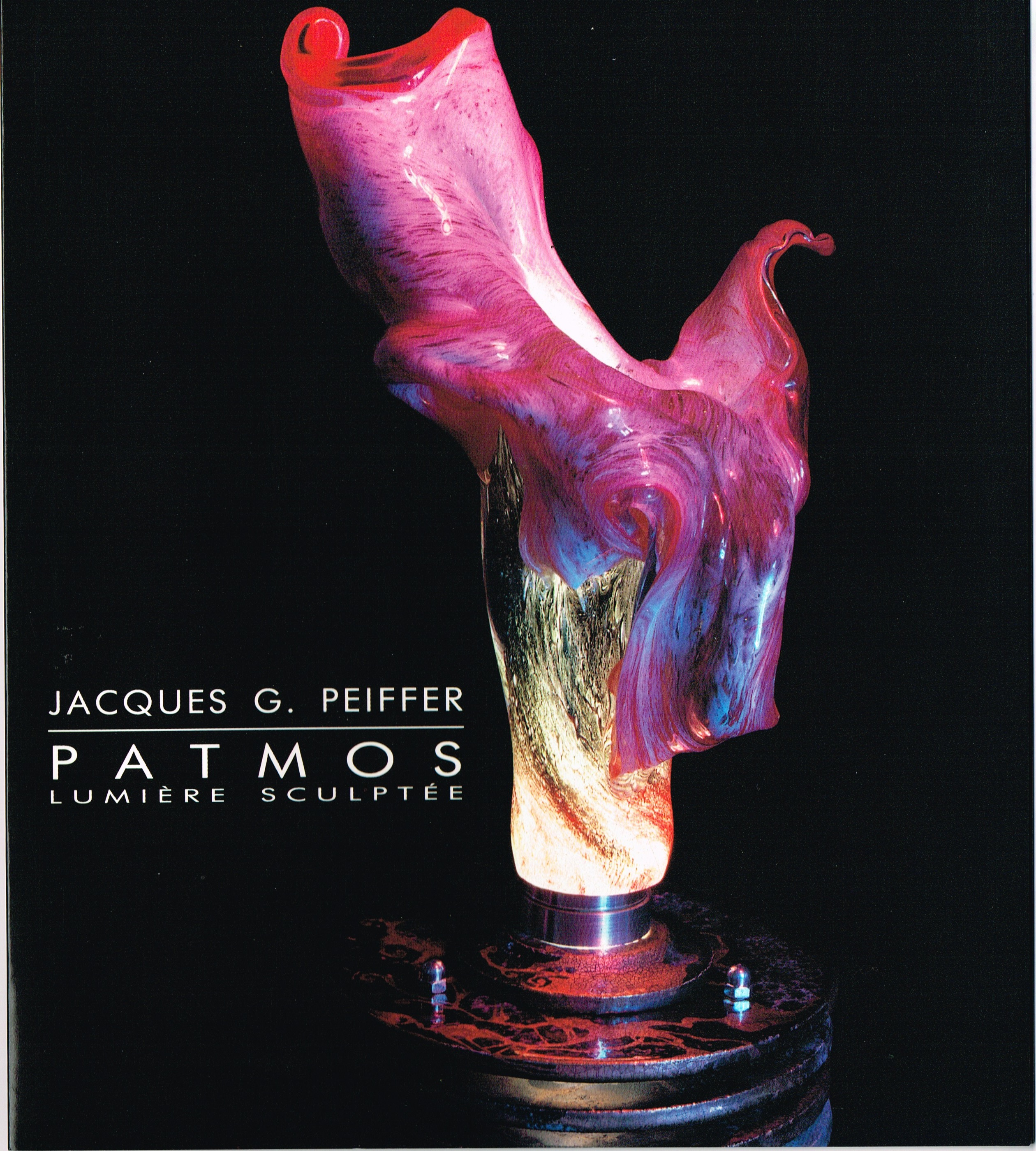
Patmos, modèle déposé par Saint Jean l'Aigle, Jacques G. Peiffer. Cristal pur soufflé. Céramique tournée et émaillée au grand feu, or véritable sur glaçure. (c. 1992)

Comme artiste plasticien associé à la création monumentale urbaine contemporaine, Jacques Peiffer réalise à l’âge de 21 ans sa première œuvre au titre du 1% artistique, avec une composition constructiviste en tôle forte d’acier soudé (Longlaville, architecte André Filliatre) (Piscine municipale puis Parc Zani). Sa culture « beaux-arts » se prolonge par des bustes en terre cuite (Marianne, 2018) et en bronze (fonderie industrielle Delfind (Longwy), fonderie d’art Aubert (Paris), fonderie Huguenin (Vézelise).

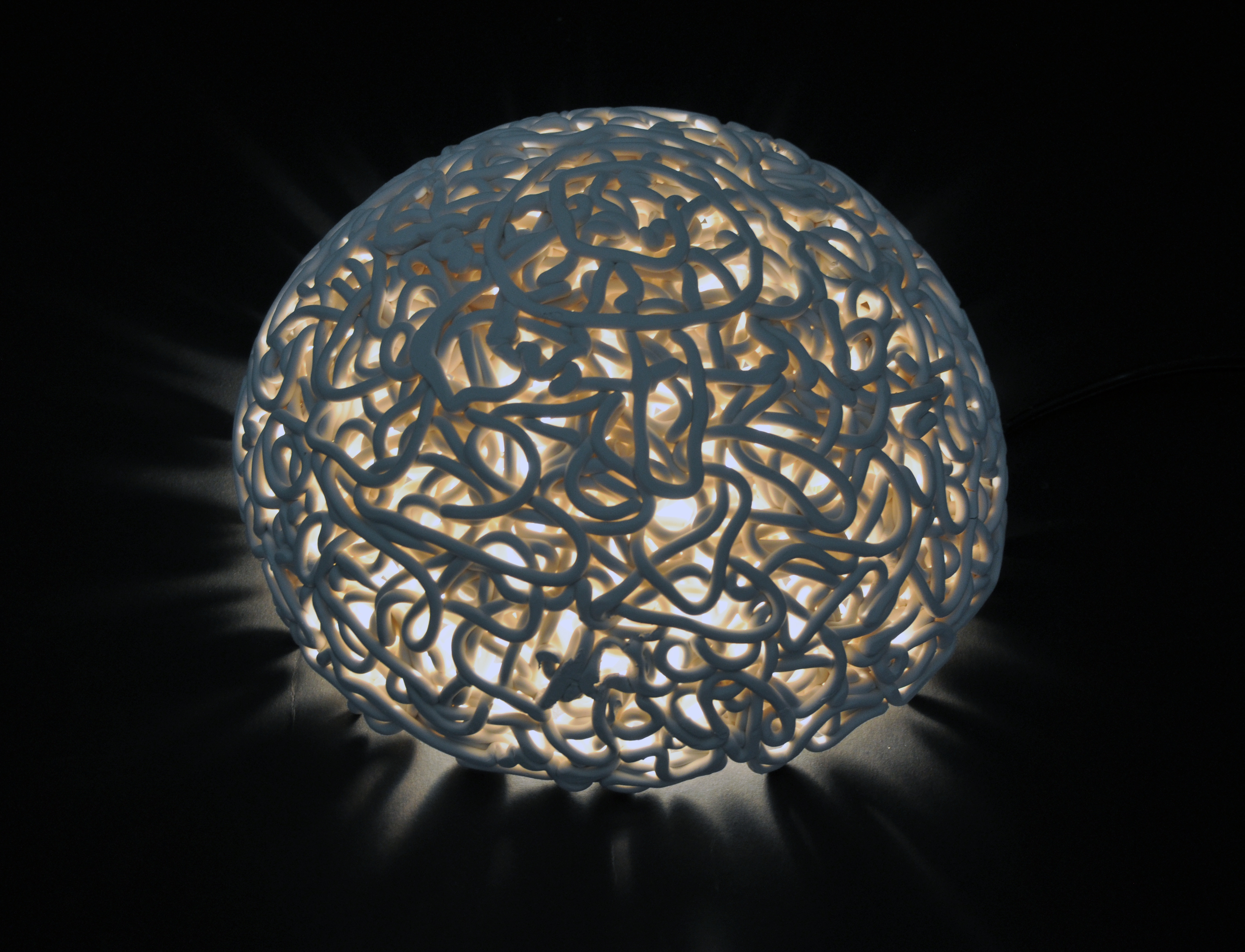
Lux 22, luminaire réalisé par procédé d’extrusion de l’argile par imprimante 3D, Jacques Peiffer.

En 1977, lors du dépôt de bilan (le 21 octobre 1976) et de la liquidation de la Société anonyme des Faïenceries de Longwy, il en acquiert le bâtiment (2 juin 1981) et conçoit de faire renaître la production traditionnelle sous l’angle d’une modération sociale et culturelle avec l’aide de 12 nouveaux sociétaires qui ne disposent chacun que d’une part identique. Après une période d’essais de plusieurs mois, l’entreprise Saint-Jean l’Aigle est fondée le 10 mai 1978 avec à sa direction Danielle Peiffer-Noël, agréée d’État en architecture qui investit dans le développement technologique. Jacques Peiffer y occupe la fonction de directeur des travaux d’art et fonde un laboratoire de recherches qui collabore avec l’ingénieur Pierre Vernel (société Microlor) pour développer un procédé d’imagerie de synthèse appliqué à la céramique qui reçoit le Prix de la Créativité en 1985, décerné par le Conseil Régional de Lorraine. Par ce procédé, il introduit la photographie numérique dans l’illustration céramique.
Avec le CERFAV et Daum, il réalise des trophées pour la fondation du Pôle Européen de Développement et pilote des projets d’association de la céramique et du verre. Il crée Pathmos, ligne de luminaires réalisée avec les cristalleries Daum, et présentée à Barcelone. Pégase est conçu pour l’écomusée de la verrerie de Fourmies-Trélon.
En 1986, sa carrière de céramiste lui vaut le titre de Meilleur Ouvrier de France (Médaille d’Or), puis en 1995 à la suite de ses fonctions au Comité d'organisation des Expositions du Travail, celui de Président Honoraire de Jury National des Meilleurs Ouvriers de France. Lauréat en 1987 du Grand Prix de Lorraine des Métiers d’Art,, ses cours accueillent de nombreux étudiants et stagiaires ,.
Avec l’Université technologique du Luxembourg il formule un procédé d’extrusion de l’argile par imprimante 3D.
En 2006, il rédige pour l’institution Forcemat un rapport pédagogique inscrit dans le « Transfert des savoirs de l’expérience » : — Impression par transfert des cernés pour émaux en relief, à l’aide de plaques métalliques gravées à l’eau-forte ou de sérigraphie — (Institut de Céramique Française, 2006, Code 35119).
Son travail plastique accorde une grande liberté à la matière sous les formes les plus affranchies de l’autorité de l’art, ses Structures organiques et ses Métaphores arborescentes sont des concrétions vitreuses qu’il nomme « Émaux éruptifs », elles relient ainsi la fusion de la silice à l’énergie tellurique de la planète Terre, proposant une expression nouvelle aux Émaux de Longwy. Il accompagne ce travail du volume par une mise en matière des glaçures, de l’émail et des engobes, libérant des réactions chimiques aléatoires.

### Autres activités
En 1984, il conçoit et dessine la Micro S, une mini-automobile modulaire,. Elle est présentée au Salon de l’Automobile de Nancy en 1985 et conduite par le journaliste de FR 3, Patrick Germain.
Plus marginalement, il réactive en 2015 avec le forgeron Jacquy Vilfroy la coutellerie anciennement célèbre de la vallée des Hauts-Fourneaux.

## Commandes publiques
Il œuvre pour les commandes publiques contemporaines du Ministère de la Culture et de la Communication (Délégation aux Arts plastiques et Centre national des arts plastiques) : œuvres réalisées par Jacques Peiffer en tant que sculpteur modeleur céramiste pour les créations de Johan Creten et de Vera Molnar, Musée National de Céramique et Manufacture nationale de Sèvres, exposition inaugurée le 3 février 2004. Il poursuit pour la faïencerie Saint-Jean l’Aigle le projet d’édition d’œuvres de Gérard Deschamps, dans la mouvance du Nouveau Réalisme, il retrouve à cet effet l’émail métallescent utilisé par le sculpteur Ernest Bussière dans son approche naturaliste de l’Art Nouveau (Catalogue « Céramiques végétales, Ernest Bussière et l’Art Nouveau », Musée de l’École de Nancy).
Pour l’œuvre monumentale de l’Hôtel de Police du Mont-Saint-Martin (Communauté de communes de Longwy), il construit un four spécial pour revêtir d’émail polychrome la structure en cuivre imaginée par l’artiste Vincent Mauger.

## Restauration d'ouvrages historiques

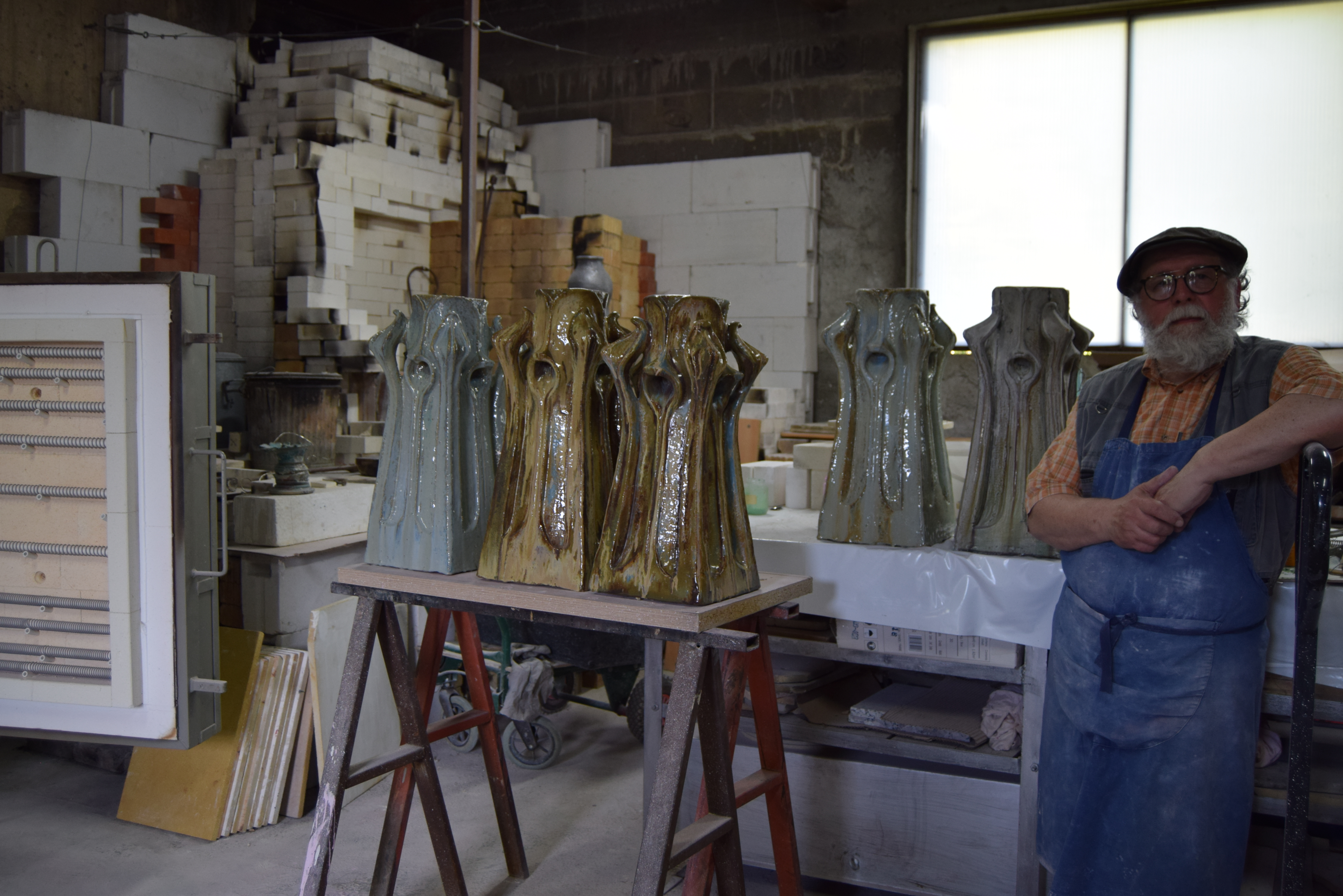
Travaux de restauration des mitres de la Villa Majorelle, faïencerie Saint Jean l'Aigle, Jacques Peiffer.

Titulaire d’un agrément d’état d’architecture, il s’engage également dans la voie de la restauration des Monuments Historiques, et réintroduit à Longwy la production du grès émaillé au grand feu. Avec la collaboration de sa fille, Frédérique Laurence, il assure de nombreuses restaurations : la sculpture à l’identique des grandes mitres de la toiture de la Villa Majorelle de Nancy, la restauration du Portail d’honneur de l’église d’Épinal, la châsse de la cathédrale de Saint-Dié ainsi que les fresques monumentales en lave émaillée de Jean Picard-le-Doux du Parc Zani à Longlaville.

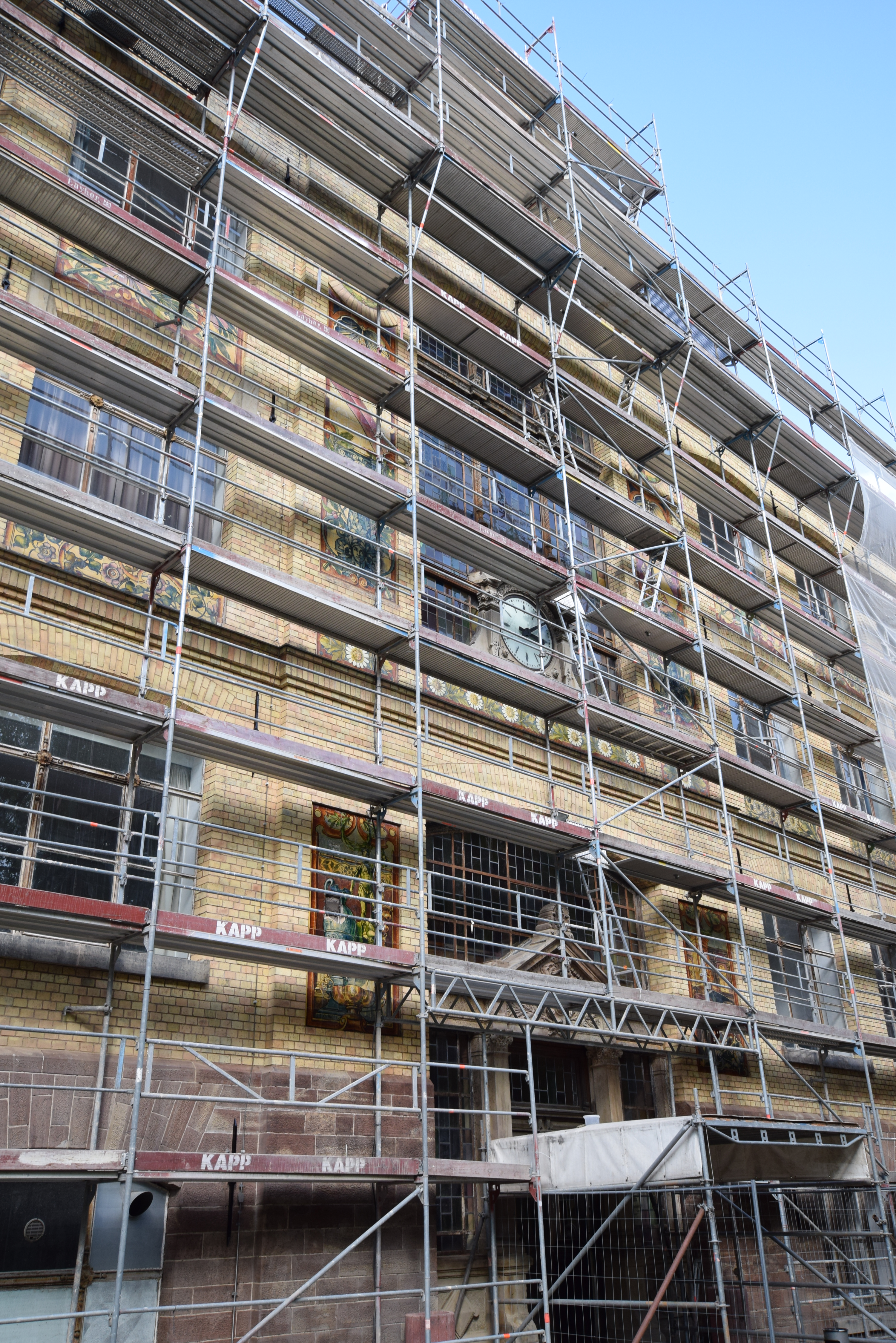
Reconstitution des métopes en grès Art Déco de la Haute École des Arts du Rhin, faïencerie Saint Jean l'Aigle, Jacques et Danielle Peiffer

Chargé de la reconstitution des métopes en grès Art Déco de la Haute École des Arts du Rhin, il enchaîne des restitutions à l’identique d’œuvres publiques : émail flammé pour la piscine de Nancy Thermal, fontaine de l’artiste Pierre Gessier pour le lycée de Dannemarie (Communauté Européenne d'Alsace).
- Dijon : Céramique de façade XVIIIe siècle
- Épinal, Église Notre-Dame-aux-Cierges : Portail d’Honneur [29]
- Forbach : Céramique d’une façade Art Nouveau.
- Longlaville : Fresques émaillées sur lave de Jean Picard le Doux.
- Nancy, Villa Majorelle : Reconstitution des mitres en grès des cheminées.
- Nancy, Passage bleu : Restauration des vitrocéramiques des façades de la rue.
- Saint-Dié, Cathédrale : Châsse et Reliquaire de Saint Dié[30]
- Strasbourg, Céramiques de la façade de l’École supérieure des Arts Déco.
- Toul, Céramique de façade XIXe siècle.
- Alsace, Restitution d’une œuvre céramique monumentale de l’artiste Pierre Gessier.
- Nancy, Centre Nancy Thermal, restauration de céramiques Art Déco.

## Œuvres monumentales dans l'espace public
Liste non exhaustive
- Audun-le-Tiche, Monument
- Blénod-les-Toul, Salle des sports
- Haucourt, façade de l’Hôtel de Ville
- Herserange, façade de l’Inspection académique
- Lexy, Groupe scolaire
- Lexy, Château d’eau
- Longlaville, Parc Zani, 1968
- Longwy, École maternelle du Pulventeux, 1969
- Longwy, Carrefour du Pont-Levis[31]
- Longwy, Rond-point de la Chiers [32]
- Metz, Opac
- Mont-Saint-Martin/Longwy, nouvel Hôtel de Police, 2018
- Nancy, Centre des Impôts
- Nancy, Jardin de la Préfecture
- Paris, façade du restaurant Géraud Rongier
- Rombas, monument à la mémoire des victimes du travail [33]
- Sarreguemines, Carrefour central, L’Arbre de vie [34]
- Saulnes, Entreprise Casola [35]
- Tours, Brasserie de l’Univers
- Verdun, Union Laitière de la Meuse
- Villerupt, École maternelle Bara

## Activités sociales et syndicales
Élu président de l’Union Professionnelle des Maîtres faïenciers de France, il organise des expositions nationales et propose une charte définissant la déontologie du travail artisanal. Nommé en 2006 conseiller membre du Conseil des Métiers d’art au Ministère de la Culture, élu Président de la Mission Formation des Métiers d’Art, il siège à la Commission professionnelle consultative des Arts Appliqués (Éducation Nationale).
Il partage son temps entre la création d’avant-garde dans son atelier de Longwy-Herserange et l’enseignement technologique des savoir-faire rares qui ne sont pas ou plus enseignés.

## Expositions
- Atlanta, High Museum of art, catalogue du Conseil régional de Lorraine
- Barcelone, Consulat de France, « Pathmos »
- Vannes-le-Chatel, CERFAV « Pathmos »
- Fourmies-Trélon Écomusée du verre « Chevaux »
- Laval, Musée de la Perrine, 1993, « Étrave, de nefs et de nymphes »
- Mettlach, Musée Villeroy & Boch
- Metz, Maison de la Culture, 1989, « Violons fossiles »
- Metz, Galerie Platini, 1999, « De nef et de Nymphe », Orléans
- Paris, Musée de Sèvres
- Saint-Hubert, Palais Abbatial, Belgique (Le Mag, n°26, octobre 2006)
- Sarreguemines, Musées, « Raku »

## Conférences
- Paris, Cercle des Armées
- Musée National de céramique, Sèvres : Colloque « La virtuosité céramique », 10 juin 2006
- Sorbonne : Inventaire des métiers d’Art rares en France, SEMA 10 juin 2009
- Atlanta, High Museum
- Bruxelles, Musées Royaux du Cinquantenaire
- Luxembourg, Musée National du Grand-Duché du Luxembourg
- Madrid, Centre Loewe
- Niamey, Musée National du Niger
- Nove, Museo civico

## Historien et commissaire d'exposition

### Principaux ouvrages édités
- Émaux, l’Or bleu de Longwy, Abbaye des Prémontrés, Pont-à-Mousson, 2021,  (ISBN 978-2-901714-07-1)
- Gérard Deschamps, Éloge du quotidien, Dans le sillage des Nouveaux Réalistes, Musée Saint-Jean l’Aigle & ArtPassion, s.l., 2014,  (ISBN 978-2-7466-6778-5) (Préface de Jean-Pierre Raynaud)
- Tableau des styles du meuble, Musée Saint-Jean l’Aigle & Groupement des Huissiers de Justice Officiers Vendeurs, s.l., 2014
- Trois belles collections d’émaux de Longwy, Catalogue de vente, Étude Cappelaere, Bar-le-Duc/Paris, 3 juin 2012
- L’Île aux Oiseaux, Longwy, Musée Saint-Jean l’Aigle, 2012 (Ouvrage pédagogique destiné aux enfants)
- Joseph & Bernard Mougin, céramistes et sculpteurs, Ode à la femme, Éditions Faton, Dijon, 2011,  (ISBN 978-2-87844-147-5)
- Longwy, Des Émaux et des Oiseaux, Grand Prix des Conseillers Généraux de Lorraine, Éditions Serpenoise, Metz, 2010,  (ISBN 978-2-87692-863-3)
- Céramique, Expertise et conservation-restauration, Éditions Faton, Dijon, 2010,  (ISBN 978-2-87844-125-3)
- Émaux de Longwy, L’aventure des styles, Chine, Iznik, Japon, Perse (Catalogue de vente, Étude Cappelaere, Bar-le-Duc), 30 mai 2010
- Die Kunst des Raku, Hanusch Verlag, Berlin, 2007, Identification Allemagne 978-3-936489-28-6
- Bleu Longwy, Images des Orients, Écrits d’occident, Coédition Musée Saint-Jean l’Aigle / G. Klopp, Luxembourg, 2003
- Raku, Arts et techniques des cuissons rapides, Larousse / Dessain & Tolra, Paris, 2002,  (ISBN 2-04-720141-1)
- Les Frères Mougin, grès et porcelaines, Grand prix littéraire de l’Académie de Stanislas, Nancy, Faton / Musées de la Ville de Luxembourg/Ambassade de France au Luxembourg, Dijon, 2001, 1898-1950,  (ISBN 2-87844-047-1) (Préface de Tamara Préaut, Conservateur en Chef des archives de la Manufacture nationale de Sèvres)
- Les savoir-faire des faïenciers aux XVIIIe et XIXe siècles. Le rôle de l’écrit dans la transmission du savoir-faire, Thèse de doctorat, Université de Nancy 2, 2001
- L’Art des céramiques, une histoire complète des techniques, Larousse/Dessain & Tolra, Paris, 2000,  (ISBN 2-04-720002-4)
- Lexicographie céramique, Poteries, faïences, terres de pipe, grès et porcelaines, Collège Européen de Technologie/Musée Saint-Jean l’Aigle, Longwy, Version papier 982 pages et CD, juillet 2000
- Mougin Frères, céramiques Art Nouveau des ateliers de Paris et de Nancy, 1896-1914, Monographie, Musée Saint-Jean l'Aigle, Longwy, 1999
- Céramiques de Longwy du XIXe siècle, étude Binoche, Paris, 1999 (Catalogue de la vente Warin, Hôtel Drouot, Paris, 23 avril 1999)
- Longwy, Faïence et Émaux, le Livre d’Or du Bicentenaire, Éditions Serpenoise, Metz, 1998,  (ISBN 2-87692-375-0)
- Faïences et Émaux dans les collections du Musée Saint-Jean l’Aigle, Gérard Klopp, Metz, 1998
- Émaux, d’Istanbul à Longwy, L'Europe de la Faïence, Gérard Klopp, Metz/Paris, 1996,  (ISBN 2-906535-87-7) (Préface de Tamara Préaud, Conservateur en Chef, Manufacture Nationale de Sèvres, Avant-propos de Jacqueline du Pasquier, conservateur du Musée des Arts décoratifs, Bordeaux)
- La céramique statuaire de Clodion, Éléments d’expertise et de diagnostic, in : Annales du colloque "Clodion et la sculpture française de la fin du XVIIIe siècle", Musée du Louvre et la Documentation française, 1993,  (ISBN 2-11-003019-4)
- Longwy, Faïence et Émaux, Guide de poche de l’expertise, Serpenoise, Metz, 1991,  (ISBN 2-87692-097-2)
- Céramique Lorraine, Chefs-d’œuvre des XVIIIe et XIXe siècles, Ouvrage collectif, français/anglais, Presses universitaires de Nancy et Serpenoise / High Museum d’Atlanta, Nancy/Atlanta, 1990,  (ISBN 2-86480-458-1) (Préface d’Antoinette Faÿ-Hallé, Conservateur en Chef du Musée National de Céramique à Sèvres)
- Nancy 1900, Rayonnement de l'Art Nouveau, La céramique de l’École de Nancy, Ouvrage collectif, Gérard Klopp, Thionville, 1989,  (ISBN 2-906535-29-X), Palmes d’Or du Livre sur la place, Nancy
- Longwy, un centre créateur, Le Nouveau Tardy : Tome III, ABC Collection, Paris, 1985
- Faïences anciennes du pays de Longwy, Gérard Klopp, Thionville, 1985
- Jacques et Danielle Peiffer : La faïencerie de Longwy ; Essai analytique : s. e, Longwy, 1977

### Contributions
- Saint-Jean l’Aigle, Chronique d’une petite faïencerie lorraine in : Renaissance du Vieux Metz et des Pays Lorrains » n° 183-184, juin 2017
- L’esprit de l’ornement dans les façades de la ville de Luxembourg in : La revue des ingénieurs, architectes et scientifiques, 3/2015
- Cuprophiles et cuivromanes in : Bleu de cuivre, Musées de Sarreguemines, 2014
- La naissance de l’industrie faïencière à Longwy in : Longwy, les hommes, la guerre, le fer, Gérard Louis, 2013,  (ISBN 978-2-35763-048-2)
- Images folles in : Photo& Céramique 1, Musées de Sarreguemines, 2012/
- Art & Essai à Longwy in : Photo& Céramique 2, Musées de Sarreguemines, 2012/2013
- Longwy et Mougin Frères in : La céramique Art Déco en Lorraine, Musées de Sarreguemines, 2012
- Les ambitions de l’Art et du Style in Art Déco, Musées de Sarreguemines, 2011
- Faïences à corps blanc in : Série blanche, Musées de Sarreguemines, 2007
- Les couleurs du cuivre dans la céramique française in : Tribulation du cuivre, Catalogue d’exposition, Musée Palissy, Saint-Avit, 2006
- Céramique en lorraine, état et prospectives, Passion de feu, catalogue d’exposition, Nancy, 2006  (Spectacle, n° 224 ; 03 2006)
- De l’expérimentation céramique in : Temperature, Swiss ceramics, Jahresheft, 2005
- L’indéfinissable extase des feux raku in : Virot (C.), Dossier Raku 2, Argile, 2003
- La terre de pipe est-elle une faïence ? confusion historique in : Le trèfle et la brindille, catalogue d’exposition du Musée national d’Histoire et d’Art, Département Céramique, Luxembourg, 2002
- Céramiques végétales, Ernest Bussière et l’Art Nouveau, Musée de l’École de Nancy, 2000
- La céramique statuaire de Clodion, Éléments d’expertise et de diagnostic in : Annales du colloque "Clodion et la sculpture française de la fin du XVIIIe siècle", Musée du Louvre et la Documentation française, 1993
- Céramique lorraine, Chefs-d’œuvre des XVIIIe et XIXe siècles, ouvrage collectif, français/anglais, P.U.N. et Serpenoise / High Museum d’Atlanta, Nancy/Atlanta, 1990 (Préface d’Antoinette Faÿ-Hallé, Conservateur en Chef du Musée National de Céramique à Sèvres)
- Nancy 1900, Rayonnement de l'Art Nouveau, La céramique de l’École de Nancy, Ouvrage collectif, Gérard Klopp, Thionville, 1989 (Palmes d’Or du Livre sur la place, Nancy)
- Maternati (D) et Peiffer (J.), Deck ou l’éclat des émaux, catalogue d'exposition, 1994, Musées de Marseille (Préface d’Antoinette Faÿ-Hallé, Conservateur en Chef du Musée national de Céramique à Sèvres)
- Peiffer (J.) et Pian (H.), Les faïenceries du valcolorois au XVIIIe siècle, Direction départementale des Musées de la Meuse, 1996
- Decker (E.), Peiffer (J.) et Piechaud (R.), La faïence patriotique et humoristique de la Première Guerre Mondiale, Service départemental des Musées de la Meuse, 1991
- Decker (E.) et Peiffer (J.), La route de la céramique, Conseil Régional de Lorraine et Serpenoise, Metz, 1991
- Allut-Jacolin (C) et Peiffer (J.), Regard sur la sculpture et Technique de la sculpture au XIXe siècle in : Le statuaire Paul Aubé, né à Longwy en 1837. Musée de Longwy, Catalogue d’exposition, 1979

## Distinctions
- Palme d’or du Livre sur la Place, Nancy (Nancy 1900, ouvrage collectif)
- Prix littéraire de l’Académie de Stanislas (Bernard Guidot, Mémoires de l'Académie de Stanislas, année 2002-2003,tome xvii, pages 41-43)
- Prix littéraire des Conseillers Régionaux de Lorraine
- Chevalier de l'ordre des Arts et des Lettres, 1999
- Chevalier de l'ordre national du Mérite, 2003